# Otčím (film)
Otčím (v originále Beau-père) je francouzský hraný film z roku 1981, který režíroval Bertrand Blier podle vlastního scénáře. Snímek měl světovou premiéru na Filmovém festivalu v Cannes dne 20. května 1981.

## Děj
Po smrti své matky si 14letá Marion musí vybrat mezi životem se svým otcem, mužem se sklony k alkoholismu, a svým otčímem, který ji léta vychovává.

## Obsazení
| Patrick Dewaere     | Rémi Bachelier               |
| Ariel Besse         | Marion, jeho nevlastní dcera |
| Nicole Garcia       | Martine, matka Marion        |
| Maurice Ronet       | Charly, otec Marion          |
| Geneviève Mnich     | Simone                       |
| Maurice Risch       | Nicolas                      |
| Nathalie Baye       | Charlotte                    |
| Pierre Le Rumeur    | pediatr                      |
| Michel Berto        | profesor                     |
| Catherine Alcover   | lékař                        |
| Joseph Michael Roth | přítel Marion                |

## Ocenění
- Boston Society of Film Critics: nejlepší zahraniční film
- Filmový festival v Cannes: výběr do oficiální soutěže
- César: nominace v kategorii nejlepší herec (Patrick Dewaere)